# Зейлик (Агдеринский район)
Зейлик (азерб. Zəylik) — село в Умудлинском сельском административно-территориальном округе Агдеринского района Азербайджана.

## Этимология
Согласно Энциклопедическому словарю топонимов Азербайджана, ойконим возник в связи с названием реки.
Согласно Ваграму Балаяну, по преданию, старое название села «Пип» связано с именем св. Февронии (арм. Փեփրոնյա կույսի), как это упомянуто в документе 1885 года, согласно которому церковь села Хин Пип была освящена во имя этой святой.

## География
Село Зейлик входит в состав Умудлинского сельского административно-территориального округа Агдеринского района, при этом в состав этого сельского административно-территориального округа входит также и село Умудлу, которое является центром этого сельского административно-территориального округа.
Село находится в предгорной местности, на левом берегу реки Тертер, на высоте 800 метров в северной части Карабахского экономического района Азербайджана, примерно в 40 км от райцентра Агдере и примерно в 95 км от Ханкенди. Село располагается у подножия Муровдагского хребта между сёлами Гасанриз и Умудлу. Село имеет площадь 810,30 га, из них 187,77 га сельскохозяйственные угодья, 566,85 га лесные угодья. Река Тертер протекает через пограничную зону села в Сарсангское водохранилище. На территории общины 5 родников: «Охтен», «Неркин», «Срешену», «Кор» и «Хуноти».

## История
До вхождения в состав Российской империи, территория села находилась в составе Чилабюрдского магала Карабахского ханства.
В отличие от других сёл Карабаха, Зейлик достаточно молодое село. Согласно Ваграму Балаяну, в 1918—1920 годах несколько семей из села Пип (оно же Зейлик) и Арцвашена приехали и поселились в удобном месте у подножия Муровдага. Вновь поселившиеся жители дали местности название Пип в честь своего старого поселения, которое впоследствии было переименовано в Зейлик. Как сообщает Ваграм Балаян, надписи на церкви, сохранившиеся в селе Хин Пип на правом берегу реки Шамкирчай, позволяют предположить, что это поселение существовало ещё в XVII веке. Согласно Ваграму Балаяну в 19 веке село было переименовано в Зейлик. В новом поселении жители занимались животноводством, земледелием и охотой.
В советский период на 1 января 1977 года село Зейлик входило в состав Умудлинского сельсовета Мардакертского района Нагорно-Карабахской автономной области (НКАО) Азербайджанской ССР. В 1931 году был организован колхоз. В годы Великой Отечественной войны из участвовало 15 человек, 5 из них погибло.
В советские годы в Зейлике действовала начальная школа. В 1988 году были завершены строительные работы восьмилетней школы села. В период с 2018 по 2019 годы в школе обучались 42 ученика, преподавали 16 учителей.
Согласно историку Джавиду Багирзаде, 25 апреля 1991 года с направления села Зейлик и Атерк (ныне Гасанриз) обстреливалось село Умудлу, несколько жителей села Умудлу были ранены, жилым зданиям был нанесён ущерб. 26 мая 1991 года село Умудлу вновь подверглось обстрелу с направления сёл Атерк (ныне Гасанриз) и Зейлик, в ходе тех событий погиб один житель села Умудлу. 17 июня 1991 года сёла Умудлу и Имарат-Гарванд были обстреляны из направлений соседних сёл Атерк (ныне Гасанриз), Зейлик и Чапар. 5 августа 1991 года со стороны села Зейлик были обстреляны женщины, работавшие вблизи села Умудлу.
2 сентября 1991 года на совместной сессии Нагорно-Карабахского областного и Шаумяновского районного Советов народных депутатов была принята Декларация о провозглашении Нагорно-Карабахской Республики в границах Нагорно-Карабахской автономной области (НКАО) и сопредельного Шаумяновского района Азербайджанской ССР. 26 ноября 1991 года Верховный Совет Азербайджанский Республики принял закон «Об упразднении Нагорно-Карабахской автономной области Азербайджанской Республики». В этом законе было постановлено помимо упразднения Нагорно-Карабахской Автономной Области (НКАО), в том числе также и переименование Мардакертского района в Агдеринский.
4-9 июля 1992 года Азербайджан восстановил контроль над селом Зейлик. 20 июля 1992 года армянский экспедиционный корпус занял село Зейлик.
Решением Милли Меджлиса Азербайджанской Республики № 327 от 13 октября 1992 года, Агдеринский район был упразднён, а село Зейлик было включено в административный состав Тертерского района.
Таким образом, в результате Первой карабахской войны село попало под контроль непризнанной Нагорно-Карабахской Республики (НКР). Согласно административно-территориальному делению непризнанной республики село входило в состав Мартакертского района НКР и называлось Заглик (арм. Զագլիկ).
После Первой карабахской войны в селе увеличилось количество молодых семей, для большинства из которых жильё было построено на средства властей непризнанной НКР. Жители работали в школе, на горнодобывающем предприятии, занимались животноводством и земледелием.
В 2000 году в селе была построена часовня на средства живущих в России односельчан Давида и Макича Антонянов, также на их средства в 2008 году была открыта церковь св. Антона. Как сообщал корреспондент агентства «Новости-Армения», на открытии присутствовали спикер парламента непризнанной НКР Ашот Гулян, другие должностные лица и жители села. Освятил церковь иеромонах Арцахской Епархии Армянской Апостольской церкви отец Акоп Апресян.
Церковь была построена на средства благотворителей, проживающих в Москве, уроженцев села Заглик Мкртыча и Давида Антонянов.
В марте 2014 года село посетил премьер-министр непризнанной НКР Ара Арутюнян.
Во время 44-х дневной войны, согласно данным непризнанной НКР по состоянию на 12 октября 2020 года из села погиб 1 человек. Согласно Трёхстороннему Заявлению в ночь с 9 по 10 ноября 2020 года, подписанному по итогам Второй Карабахской войны, село перешло под контроль Российских миротворческих сил.
Осенью 2022 года в рамках проекта «Добрый Арцах» («Бари Арцах») в селе была построена детская площадка. Дорога от села Гозлукёрпю до Зейлика была заасфальтирована после войны. По поручению президента непризнанной НКР, на средства, предоставленные правительством непризнанной НКР, в 2022 году планировалось заасфальтировать дорогу протяжённостью 2,5 км, а также короткую дорогу, ведущую к школе.
По итогам боевых действий в сентябре 2023 года Азербайджан восстановил контроль над селом Зейлик.
Законом от 5 декабря 2023 года Агдеринский район был восстановлен в прежних границах и Умудлинский сельский административно-территориальный округ вместе с входящим в него селом Зейлик вошёл в состав этого района. В настоящее время село Зейлик входит в состав Умудлинского сельского административно-территориального округа Агдеринского района Азербайджана.

## Памятники истории и культуры
По состоянию на 2015 году в селе действовали считавшаяся властями непризнанной НКР сельская администрация, поликлиника, 30 учеников обучались в средней школе села Кёлатаг.

## Население
По состоянию на 1989 год большинство население села составляли армяне. В 2003 году в селе проживало 217 жителей, 2005 году — 200 жителей, а в 2015 году — 235 жителей, 55 дворов. После Второй карабахской войны население увеличилось до 271 человека, в окрестности села были приняты 3 перемещённые семьи, были готовы также принять ещё 4 перемещённых семей.
| Год       | 2003 | 2005 | 2008 | 2009 | 2010 | 2015 | 2021 |
| --------- | ---- | ---- | ---- | ---- | ---- | ---- | ---- |
| Население | 217  | 200  | 229  | 232  | 223  | 235  | 271  |